# Senovo
Senovo – wieś w Słowenii, w gminie Krško. W 2018 roku liczyła 2249 mieszkańców.